# すがぬま伸
すがぬま 伸（すがぬま しん、1952年7月5日 - ）は、日本のお笑いタレント。本名は菅沼 進（読み方同じ）。元たけし軍団の隊長。神奈川県横浜市出身。

## 経歴
素人参加の演芸番組がきっかけとなり、牧伸二の門下で修行。ギター漫談で注目を浴びる。ビートたけしと共演する機会が多く、たけし軍団に加入。後輩のそのまんま東（現：東国原英夫）やガダルカナル・タカらを束ね、初代隊長を務めた。
貧相な体格から、たけしの番組でいじられ役（リアクション芸人）として出演する事が多かった。『スーパージョッキー』では「ロデオマシーン」で骨折しギャラよりも多い見舞金を貰ったり、「熱湯コマーシャル」での壮絶なリアクションで一世を風靡したが、さらにすがぬまを有名にしたのは『痛快なりゆき番組 風雲!たけし城』でのアトラクション「すもうでポン」だった。これはくじ引きでたけし軍側からの対戦相手を決め、その相手と相撲を取るというゲームだったが、すがぬまは殆どの出場者に負けていた。その負けっぷりが視聴者に好評だった。 同番組ではたけしに「肝硬変すがぬま」と呼ばれていた。
その後は軍団を離れ、漫談、司会、レポーター、役者、コメディアンにとマルチタレントとして活動。過去の一時期、浅草キッドのマネージャーを務めていたこともある。

## 出演番組
- やすきよ笑って日曜日（テレビ朝日系列）
- 笑ってる場合ですよ！(フジテレビ系列) レギュラー不在時の代役
- スーパージョッキー（日本テレビ系列）
- 痛快なりゆき番組 風雲!たけし城（TBS系列）
- 白元キングコングクイズ（CBC）

他多数